# Mákos
Mákos (1899-ig Makócz, szlovákul: Makovce) község Szlovákiában, az Eperjesi kerületben, a Sztropkói járásban.

## Fekvése
Sztropkótól 12 km-re északkeletre, az Alacsony-Beszkidekben fekszik.

## Története
1408-ban említik először. A 18. századig a szropkói uradalom része volt. 1715-ben 4 lakott és 6 lakatlan ház állt a faluban. A 18.-19. században a Keglevich családé volt. 1787-ben az első népszámlálás 29 házat és 186 lakost talált a községben.
A 18. század végén Vályi András így ír róla: „MAKÓCZ. Makovecz. Orosz falu Zemplén Várm. földes Ura G. Keglevits Uraság, lakosai ó hitűek, fekszik d. Velkrophoz egy, n. k. Havashoz 1/2, n. ny. Bukóczhoz is 1/2 órányira, két nyomásbéli határja, hegyes, agyagos, és leg inkább zabot termő, erdejek nints, sem szőlőjök, piatzok Sztropkón van.”
1828-ban 29 háza és 230 lakosa volt. Lakói földművesek, erdei munkások, szénégetők voltak.
Fényes Elek 1851-ben kiadott geográfiai szótárában így ír a faluról: „Makocz, orosz falu, Zemplén vmegyében, Havaj fil. 230 g. kath., 5 zsidó lak. 327 hold szántófölddel. F. u. többen. Ut. p. Komarnyik.”
Borovszky Samu monográfiasorozatának Zemplén vármegyét tárgyaló része szerint: „Mákos, előbb Makócz, Sáros vármegye határán fekvő tót kisközség 22 házzal és 167 gör. kath. vallású lakossal. Postája Havaj, távírója Sztropkó, vasúti állomása Mezőlaborcz. Körjegyzőségi székhely. A XVI. század elején keletkezett német telep s akkori neve Makouhau volt. A sztropkói uradalomhoz tartozott, de az újabb korban a gróf Keglevichek bírták. Most nagyobb birtokosa nincsen. Gör. kath. temploma 1836-ban épült.”
A trianoni diktátumig Zemplén vármegye Mezőlaborci járásához tartozott.

## Népessége
| Év:            | 1994. | 2004.   | 2014.    | 2024.    |
| -------------- | ----- | ------- | -------- | -------- |
| Emberek száma: | 183   | 186     | 166      | 146      |
| Eltérés:       |       | +1,63 % | -10,75 % | -12,04 % |

| Év:            | 2023. | 2024. |
| -------------- | ----- | ----- |
| Emberek száma: | 146   | 146   |
| Eltérés:       |       | +0 %  |

1910-ben 177, túlnyomórészt ruszin lakosa volt.
2001-ben 195 lakosából 168 szlovák és 22 ruszin volt.
2011-ben 190 lakosából 151 szlovák és 21 ruszin.

## Nevezetességei
Görögkatolikus temploma 1863-ban épült barokk-klasszicista stílusban.